# LATAM Airlines Brasil
LATAM Airlines Brasil, anteriormente TAM Linhas Aéreas, é uma companhia aérea brasileira sediada em São Paulo, atualmente considerada a maior empresa do segmento do Brasil. Faz parte da LATAM Airlines Group, uma holding de transporte aéreo de capital majoritariamente chileno com atuação também na Colômbia, Equador, Paraguai e Peru. Desde o dia 5 de maio de 2016 a companhia adotou a marca LATAM Airlines como última fase da fusão da TAM com a chilena LAN. Em 2016, a LATAM Airlines Brasil foi eleita a 57ª melhor companhia aérea do mundo pela Skytrax.
A frota da LATAM Airlines Brasil é composta por 154 aeronaves da Airbus e Boeing, das quais os modelos Airbus A319, Airbus A320, Airbus A320Neo e Airbus A321, Airbus A321Neo são usados nas rotas domésticas, enquanto os , Boeing 777, e Boeing 787 Dreamliner são usadas nas rotas internacionais.

## História

### Início
O Táxi Aéreo Marília surgiu em 1961, fundado por dez pilotos de aviões monomotores. Na época, eles faziam o transporte de cargas e passageiros no Paraná, São Paulo e Mato Grosso. Após seis anos o grupo foi comprado pelo empresário Orlando Ometto e teve a sua sede transferida para São Paulo, iniciando o transporte de malotes.
Em 1971 o comandante Rolim Amaro, que já havia trabalhado na companhia em sua fundação, é convidado por Orlando Ometto para ser sócio minoritário da empresa, com 33% das ações. No ano seguinte, o piloto adquire metade das ações e assume a direção da empresa. Em 1976 a empresa passou a se chamar apenas TAM, ano em que Rolim detinha 67% do capital. O atendimento se voltou para o interior de São Paulo, Paraná e Mato Grosso.

### Expansão

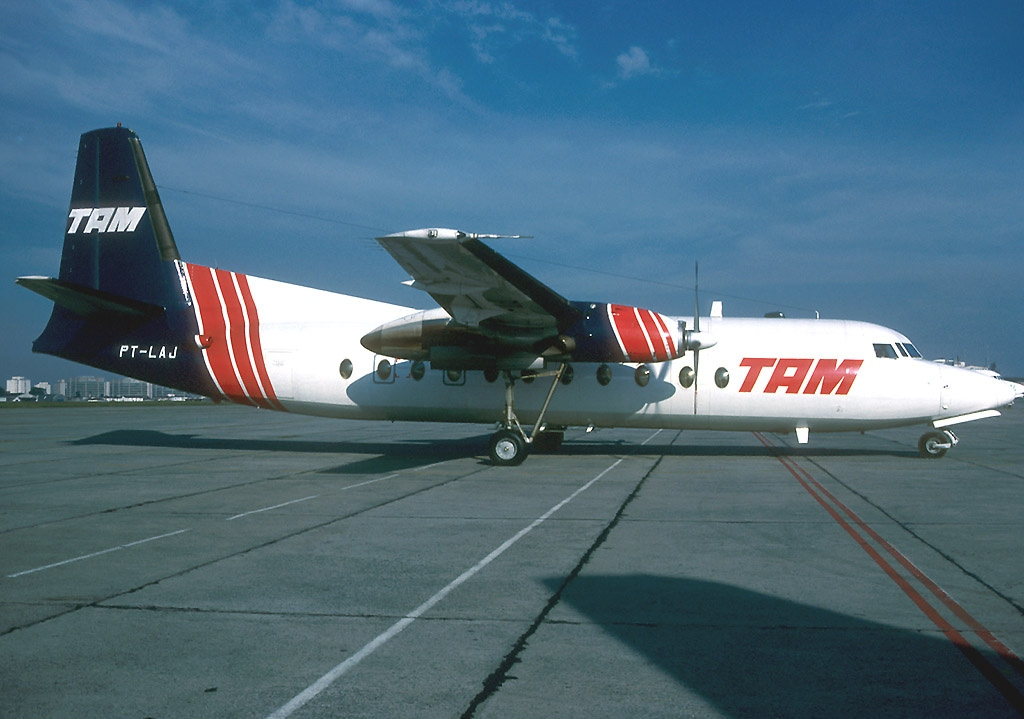
Fokker F27 da TAM.

Marca utilizada de 2008 até 2016.

Na década de 1980, a companhia começou a utilizar o Fokker F27, substituindo os EMB-110. Em 1981 chegou a marca de um milhão de passageiros transportados. Em 1986 adquiriu a companhia aérea VOTEC, ampliando os destinos para as regiões Centro-Oeste e Norte.

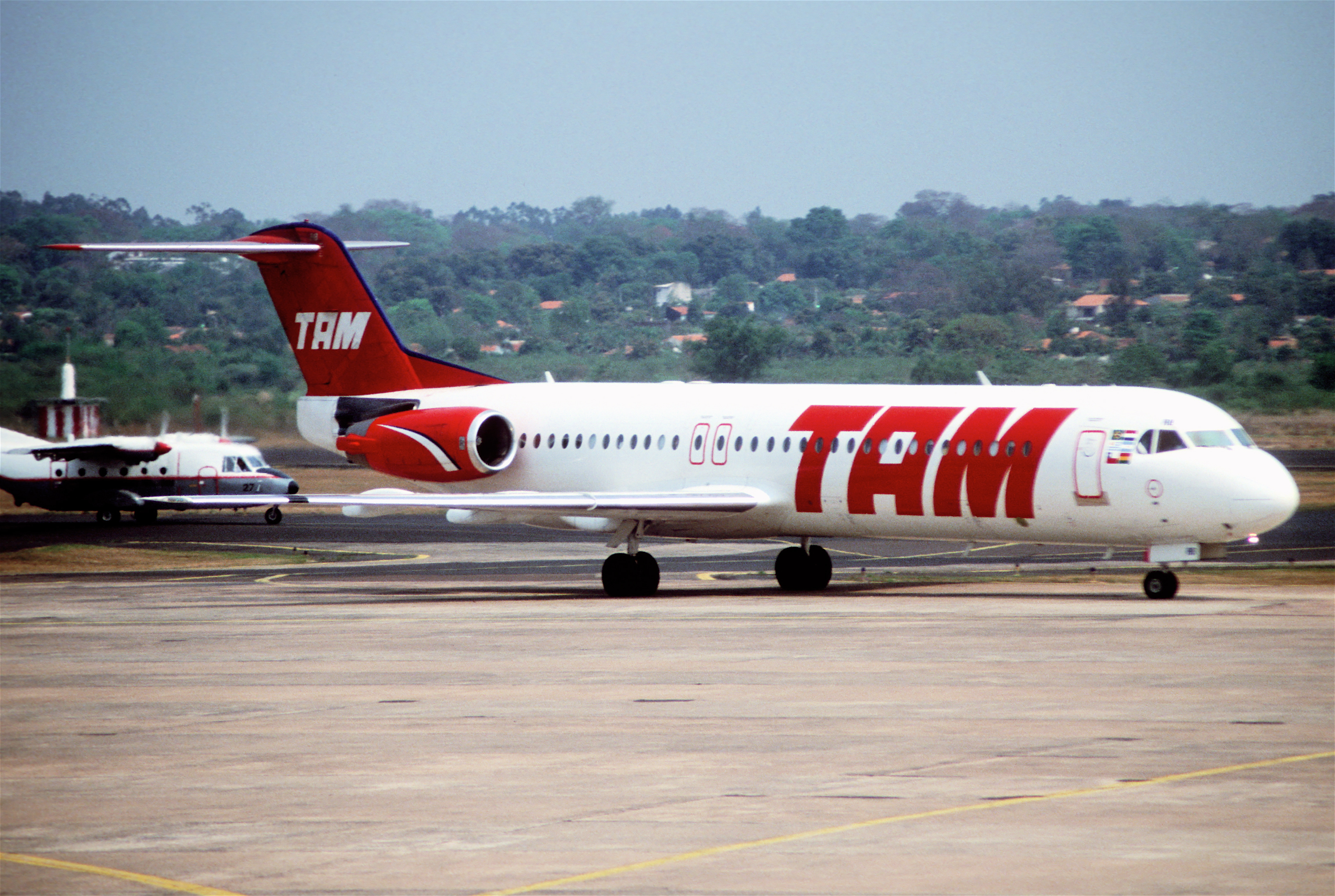
Fokker 100 da TAM.

Em 1991 recebeu seus Fokker 100 e pouco tempo depois passa a ser a maior operadora desta aeronave no mundo. Em 1993 lançou o seu programa de milhas, que não previa limitação de assentos para as passagens gratuitas, o que representou um pioneirismo nos programas de milhagens das companhias aéreas. Em 1996 passou a operar em todo o território nacional. Após adquirir a companhia Lapsa (Líneas Aéreas Paraguayas) do governo paraguaio, renomeou-a como TAM Mercosur, atual LATAM Airlines Paraguai. Foi comprada uma área de 185 alqueires (447 hectares) na região de São Carlos, no interior de São Paulo, onde atualmente se localiza a sede do Centro Tecnológico da LATAM, também conhecido como LATAM MRO. Em 2003, a TAM reestruturou-se internamente e deu início ao compartilhamento de voos com a Varig. A empresa lançou o e-TAM, um equipamento que permitia aos passageiros fazer o seu check-in em apenas 10 segundos. A companhia fecha o ano com lucro de 174 milhões de reais. Em 2004 fechou uma série de acordos com companhias aéreas regionais, que envolveram as companhias VOEPASS, Ocean Air, Total, TRIP e Pantanal. Em 2007, a TAM iniciou um novo processo de modernização de sua frota, comprando 22 Airbus A350 XWB, com mais 10 opções de compra, além de quatro Boeing 777.

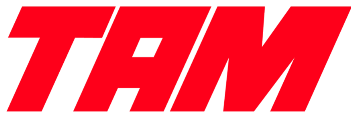
Marca utilizada de 1980 até 2008.

### Início das rotas internacionais

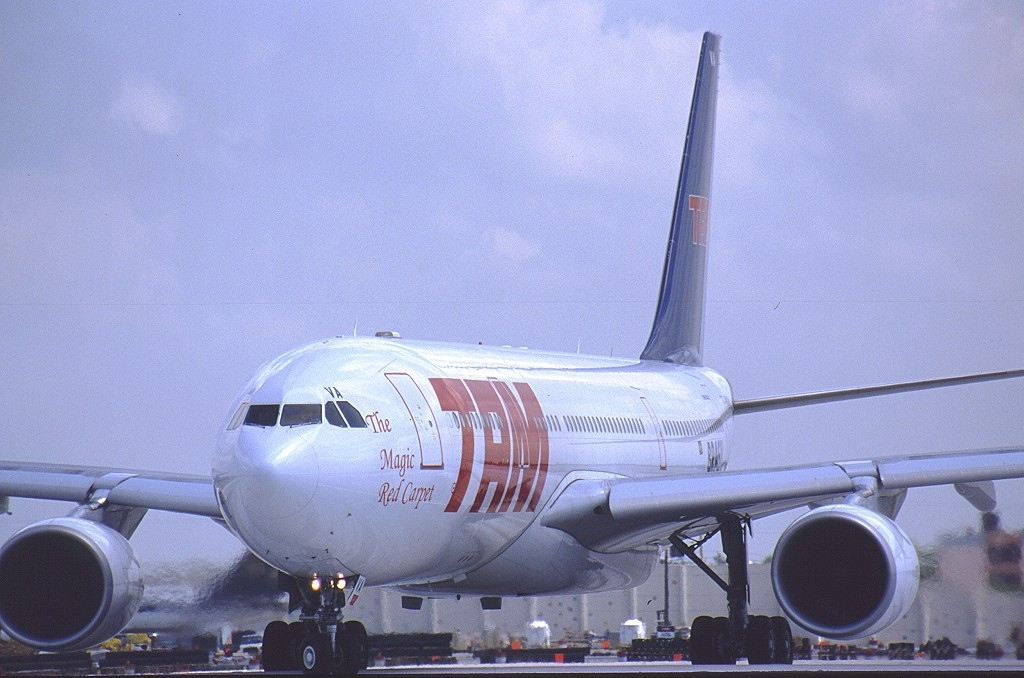
Airbus A330 da TAM.

Em 1998 foram entregues para a TAM os primeiros Airbus A330 e a empresa fez o seu primeiro voo internacional, na rota de São Paulo para Miami. Em 1999 lançou sua primeira rota para a Europa, tendo como destino a cidade de Paris. Em 2004 aumentou a frequência diária de viagens para os Estados Unidos e Europa, passando a ter 24 frequências semanais.
Em 2005 herdou da extinta VARIG rotas internacionais para Buenos Aires, com cinco frequências diárias, Santiago, com uma frequência diária, Nova York, com duas frequências diárias, e aumentou para duas frequências diárias a rota para Paris. Em 2006 iniciou uma nova rota para Miami, partindo de Manaus e uma rota para Londres. Já em 2007 são iniciadas as rotas para Milão e Córdoba.

### Apagão aéreo

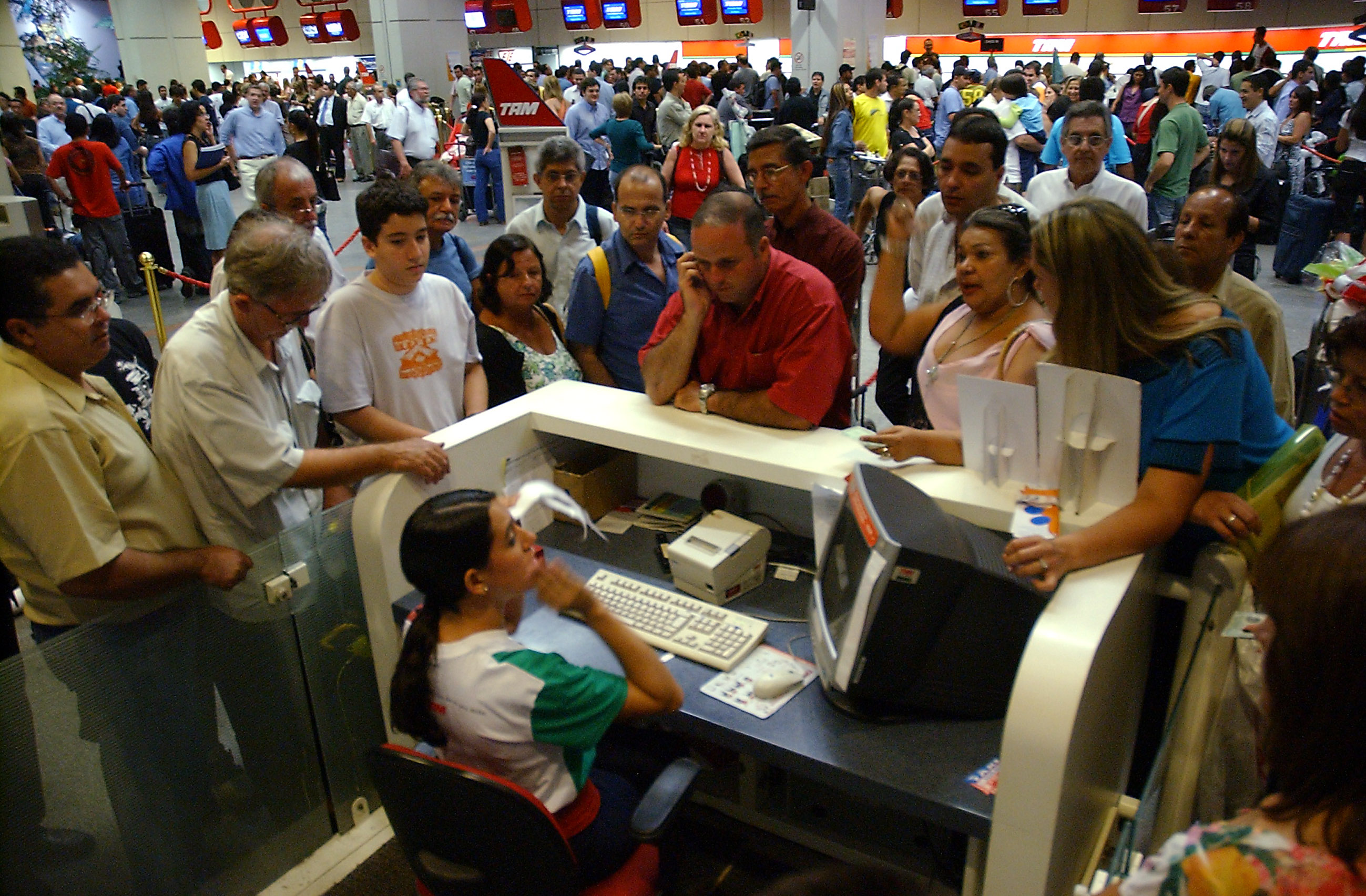
Balcão de check-in da TAM em 2006, após vários cancelamentos.

Em 2006, após o voo Gol 1907, um acidente aéreo da sua maior concorrente, iniciou-se no Brasil uma crise no setor aéreo. O problema se deu pela falta de investimento na infraestrutura dos aeroportos. A demanda havia crescido muito nos últimos anos e não houve capacidade para planejamento de uma estratégia que acompanhasse a expansão. O Aeroporto de Congonhas, o mais movimentado do Brasil, hub da TAM até então, sofreu as consequências da ineficiência de coordenação nas atividades do setor, operando acima do limite de sua capacidade, para tentar contornar o fluxo de passageiros. Em maio de 2007, devido ao histórico de derrapagens, a pista principal de Congonhas foi fechada para obras. Elas deveriam durar 90 dias, porém na metade deste prazo, foi reaberta, mesmo sem o serviço de grooving. A pista reabriu no dia 29 de junho e a Infraero havia afirmado que, por ser o período de inverno e tempo seco, não haveria problemas com a falta da modificação, que só deveria ficar pronto no fim de setembro. Mas em 17 de julho, um Airbus A320 da companhia, procedente do Aeroporto Internacional de Porto Alegre, derrapa na pista do aeroporto de Congonhas e atinge o prédio da TAM Express, causando a morte de 199 pessoas. Este foi o pior acidente aéreo da sua história e contribuiu para agravar a crise aérea que já estava instalada. As investigações concluíram que um dos fatores que contribuíram para o acidente foi a inexistência dos groovings na pista do aeroporto, que estava molhada.

### Star Alliance, Oneworld e SkyTeam

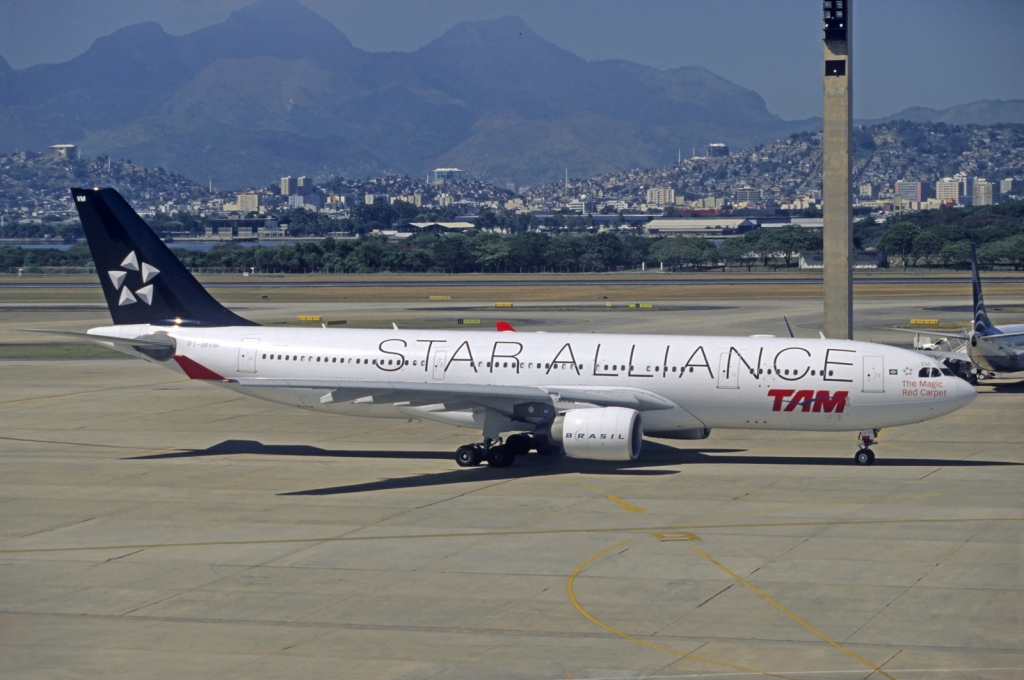
Airbus A330 da TAM com a pintura de sua antiga aliança aérea, a Star Alliance.

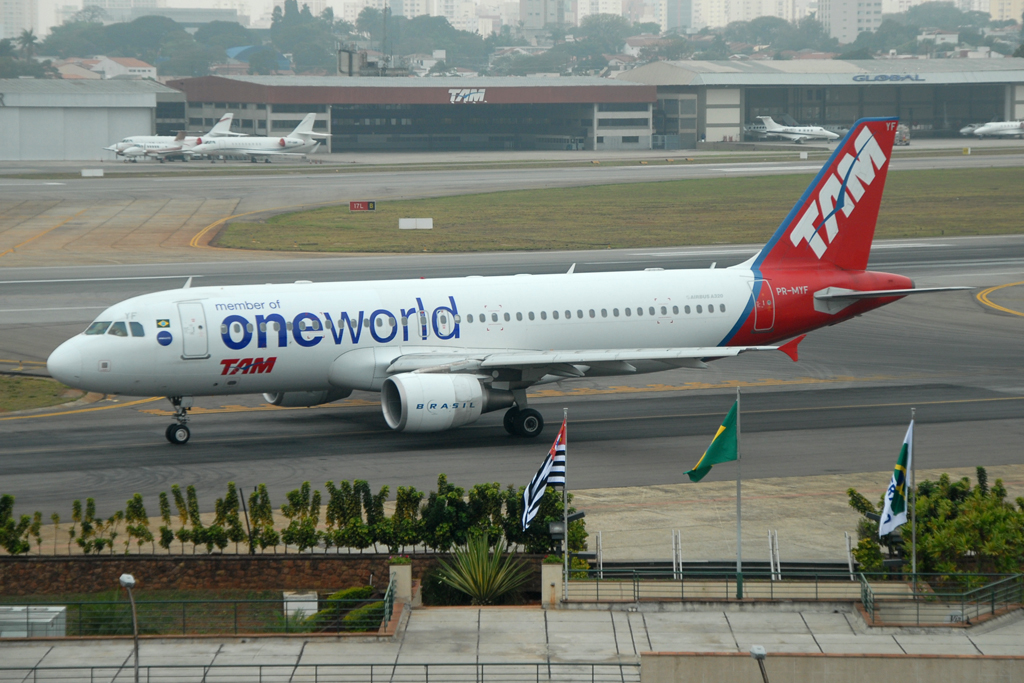
Airbus A320 da TAM com a pintura da Oneworld, antiga aliança aérea.

Em 2008 a diretoria a TAM aceita o convite e ingressa na Star Alliance, por já existirem acordos com várias companhias membros. Entretanto, em 2013, após a criação do grupo LATAM Airlines Group, uma das condições impostas pelos órgãos reguladores do Brasil e do Chile era de que as duas companhias permanecessem em apenas uma aliança. Então, em 1° de outubro de 2013 foi anunciado que a TAM deixaria a Star Alliance para se juntar à Oneworld, a exemplo da LAN. Tal decisão foi tomada com a finalidade de incrementar a oferta mundial da TAM. Em setembro de 2019, foi anunciado que a Delta Air Lines comprou 20% da participação do grupo chileno-brasileiro LATAM Airlines Group e com isso irá financiar a saída da LATAM da aliança Oneworld para passar a integrar a aliança SkyTeam, aliança da qual a Delta faz parte. Em 31 de janeiro de 2020 o grupo LATAM anunciou oficialmente que iria deixar a aliança Oneworld e com isso encerraria também sua parceria com a American Airlines a partir de 1° de maio de 2020. No dia 1° de maio de 2020 o grupo LATAM Airlines deixou de fazer parte da aliança Oneworld oficialmente e assim encerrou também sua parceria com a American Airlines oficialmente.

### Fusão e criação da LATAM Airlines Group

Em 2010 foi anunciado pelos dirigentes da TAM e da LAN uma fusão entre as duas empresas, criando-se uma holding denominada LATAM Airlines Group. A fusão era vista como a possibilidade de um maior desenvolvimento das economias de escala entre ambas as empresas e que beneficiaria seus clientes com o aumento das opções de voos e destinos disponíveis. A associação entre LAN e TAM resultaria no transporte de 60,3 milhões de passageiros por ano para 150 destinos, com uma receita de 13,5 bilhões de dólares e numa frota de 310 aeronaves.
Já em 6 de agosto de 2015, os dirigentes anunciaram que, a partir de 2016, LAN e TAM passariam a adotar a marca LATAM em todas as suas operações. O nome escolhido foi o próprio nome do grupo, que além de unir os nomes de LAN e TAM é uma referência a "Latin America" (América Latina). Em 5 de maio de 2016, foi concluído o processo de fusão, apresentando a nova pintura das aeronaves, uniforme dos funcionários e espaços nos aeroportos, sendo que a partir desta data, as marcas TAM e LAN deixariam de existir, operando unicamente como LATAM.

### Recuperação Judicial
No dia 9 de julho de 2020, A LATAM Brasil anunciou que entrou com pedido de recuperação judicial nos Estados Unidos em razão dos impactos da crise do coronavírus nas operações da companhia.
O Grupo LATAM Airlines e suas afiliadas no Chile, Peru, Colômbia e Equador já tinham entrado em maio do mesmo ano no processo de reestruturação de dívida sob a proteção do Capítulo 11 da lei de falências dos Estados Unidos, que permite um prazo para que as empresas se reorganizem financeiramente.
Apesar do anúncio, a empresa continuou operando normalmente.
Em 03 de novembro de 2022, a LATAM anuncia que concluiu com sucesso o seu processo de reorganização nos Estados Unidos, iniciado de forma voluntária em maio de 2020 para reduzir a sua dívida, acessar novas fontes de financiamento e transformar o seu negócio em resposta à pandemia mundial. Tendo mantido a sua posição de liderança e obtido significativa redução de custos, a LATAM emerge da reorganização como um grupo mais eficiente, com frota moderna, a mais ampla malha aérea da América do Sul e o maior programa de fidelidade do continente.

### Fim da marca TAM nos céus do Brasil

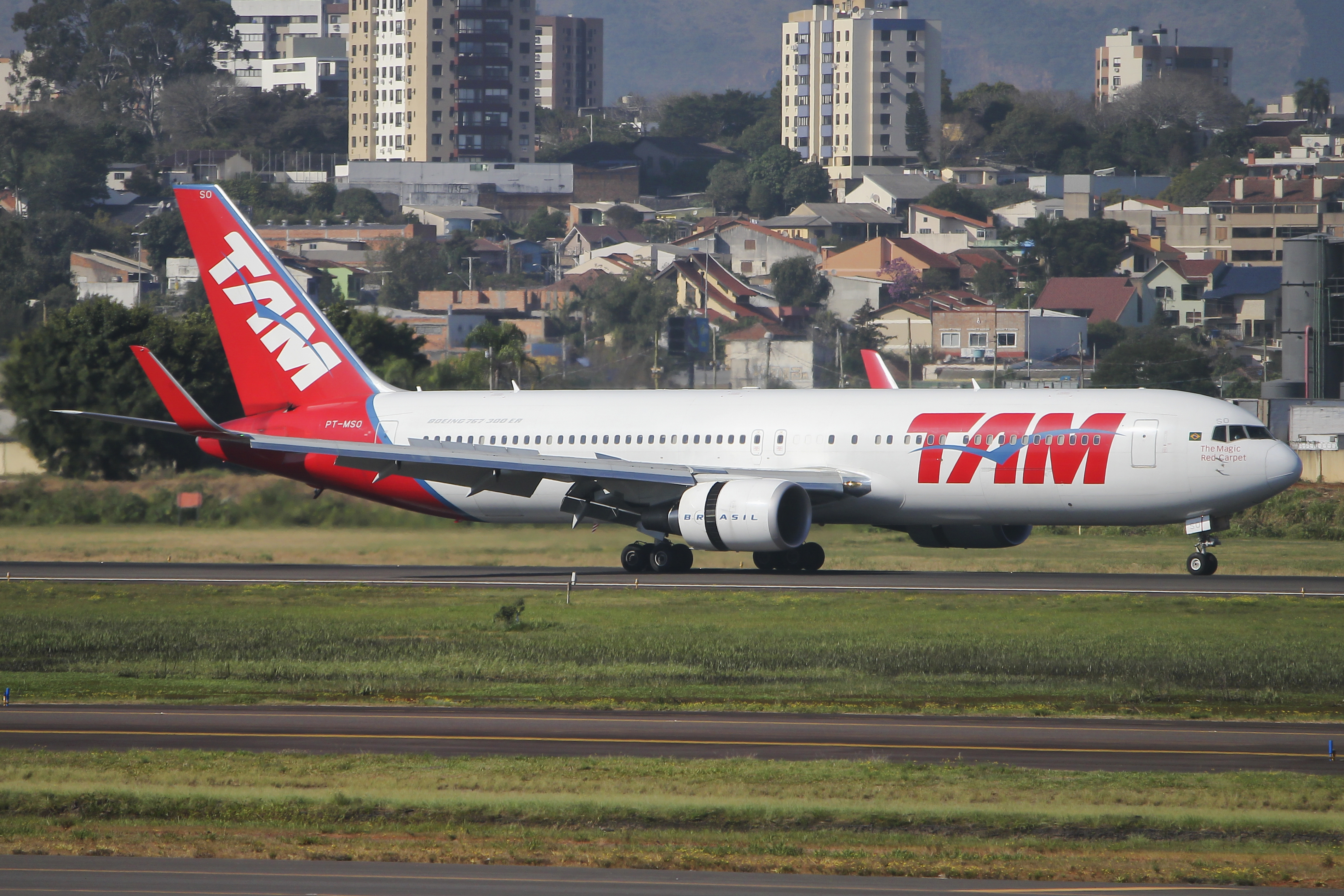
A última aeronave nas cores da TAM, o Boeing 767-300ER de matrícula PT-MSO, foi convertida em cargueiro e retornou ao Grupo LATAM.

Em 7 de maio de 2023, foi realizado o último voo com passageiros de um Airbus A320 nas cores da TAM. O PT-MZY era o último da família de narrow-body na frota da LATAM que ostentava as antigas cores da empresa brasileira. O voo realizado foi o LA3377, de Recife para Guarulhos.
Em outubro de 2023, o último Boeing 767 nas cores da TAM realizou suas últimas operações internacionais para a Cidade do México, posteriormente assumindo alguns voos domésticos antes de sua aposentadoria definitiva transportando passageiros. O PT-MSO era, portanto, a última aeronave na frota da LATAM que tinha as antigas cores da TAM e uma das duas últimas aeronaves Boeing 767 transportando passageiros por um operador aéreo brasileiro.
No dia 3 de dezembro de 2023, o PT-MSO partiu em um voo direto do Brasil para os EUA e depois será convertido em cargueiro.

## Frota
A frota atual da LATAM Brasil consistia nas seguintes aeronaves
(Atualizado em Janeiro de 2025)
| Aeronaves               | Quantidade | Pedidos | Passageiros | Passageiros | Passageiros | Notas                                              |
| Aeronaves               | Quantidade | Pedidos | B           | E           | Total       | Notas                                              |
| ----------------------- | ---------- | ------- | ----------- | ----------- | ----------- | -------------------------------------------------- |
| Airbus A319-100         | 19         | -       | –           | 132         | 140         |                                                    |
| Airbus A320-200         | 57         | -       | –           | 150         | 158*        | *Algumas aeronaves incorporadas da Avianca Brasil. |
| Airbus A320-200         | 57         | -       | –           | 168         | 176         | *Algumas aeronaves incorporadas da Avianca Brasil. |
| Airbus A321-200         | 31         | -       | –           | 208         | 216         | 22 equipados com sharklets                         |
| Airbus A320neo          | 22         | 100     | –           | –           | –           | Renovação de frota                                 |
| Airbus A321neo          | 14         | 13      | –           | –           | –           | Ampliação de frota                                 |
| Boeing 777-300ER        | 10         | -       | 38          | 372         | 410         |                                                    |
| Boeing 787-9 Dreamliner | 1          | 46      | 30          | 273         | 303         |                                                    |
| Total                   | 154        | 159     |             |             |             |                                                    |

*Nas rotas domésticas a LATAM designa as fileiras 1 e 2 como cabine Premium Economy.

### Frota histórica
| Aeronave                    | Quantidade | Anos de operação                                                                | Notas |
| --------------------------- | ---------- | ------------------------------------------------------------------------------- | --- |
| Embraer EMB-110 Bandeirante | 14         | 1976-1996                                                                       | |
| Fokker F27                  | 11         | 1980-2000                                                                       | |
| Fokker 50                   | 10         | 1990-2001                                                                       | |
| Fokker 100                  | 51         | 1991-2008                                                                       | Substituídos pelos Airbus A320 e o Airbus A319                                                              |
| McDonnell Douglas MD-11     | 3          | 2007-2008                                                                       | Substituídos pelo Boeing 777 (usado como bônus da Boeing para a TAM, até a chegada das encomendas dos 777). |
| Airbus A340                 | 2          | 2007-2011                                                                       | Substituídos pelo Boeing 777 e devolvidos para a Air Canada                                                 |
| Boeing 767                  | 3          | 2008-2013 2013-2023\|\|Substituídos pelo Airbus A330 que estariam sob encomenda | |
| Airbus A330                 | 20         | 1998-2016                                                                       | Substituídos pelo Boeing 767 com ex-LAN                                                                     |
| Airbus A350-900             | 13         | 2016-2021                                                                       | Substituídos pelo Boeing 787, simplificando toda a frota Wide-Body com Boeing                               |

## Acordos interlinhas
Além das companhias aéreas membros da Oneworld, a LATAM mantém acordos com algumas companhias aéreas.
| - Air China - All Nippon Airways - American Airlines (Oneworld) - Austrian Airlines - British Airways (Oneworld) - Brussels Airlines - Cathay Pacific (Oneworld) - Finnair (Oneworld) - Iberia (Oneworld) - Japan Airlines (Oneworld) - Lufthansa | - Malaysia Airlines (Oneworld) - Voepass Linhas Aéreas - Qantas (Oneworld) - Qatar Airways (Oneworld) - Royal Jordanian (Oneworld) - S7 Airlines (Oneworld) - Singapore Airlines - South African Airways - Sri Lankan Airlines (Oneworld) - Swiss - Turkish Airlines |

## Subsidiárias

### Ativas

#### LATAM Airlines Paraguai
A LATAM Airlines Paraguai foi fundada em 1962 e iniciou suas operações em 1963, como Líneas Aéreas Paraguayas (LAP). Após um breve período como uma subsidiária da companhia aérea equatoriana SAETA, seu nome foi modificado para LAPSA e, em 1996, a maioria das participações da LAP foram vendidos para a TAM Linhas Aéreas . Em 1994, a TAM Linhas Aéreas estabeleceu uma pequena companhia aérea subsidiária no Paraguai, denominada Aerolíneas Paraguayas (ARPA), com uma frota que consistia principalmente de aeronaves Cessna 208, anteriormente operadas pela TAM. Em 1° de setembro de 1996, a ARPA compra 80% das ações da ex-estatal LAP e ambas as companhias se fundiram sob o nome Transportes Aéreos del Mercosul (TAM). Hoje a LATAM possui 94,98% e o governo paraguaio 5,02% das ações. Em 2008, na sequência de uma estratégia de marca, o nome TAM Mercosur foi abandonada e a companhia adotou um nome idêntico ao seu proprietário brasileiro, tornando-se TAM Airlines. No entanto, sua estrutura corporativa permanece a mesma. E em 2016 após a fusão entre a chilena LAN Airlines e a brasileira TAM Linhas Aéreas, passou a se chamar LATAM Airlines Paraguai

#### LATAM Cargo Brasil

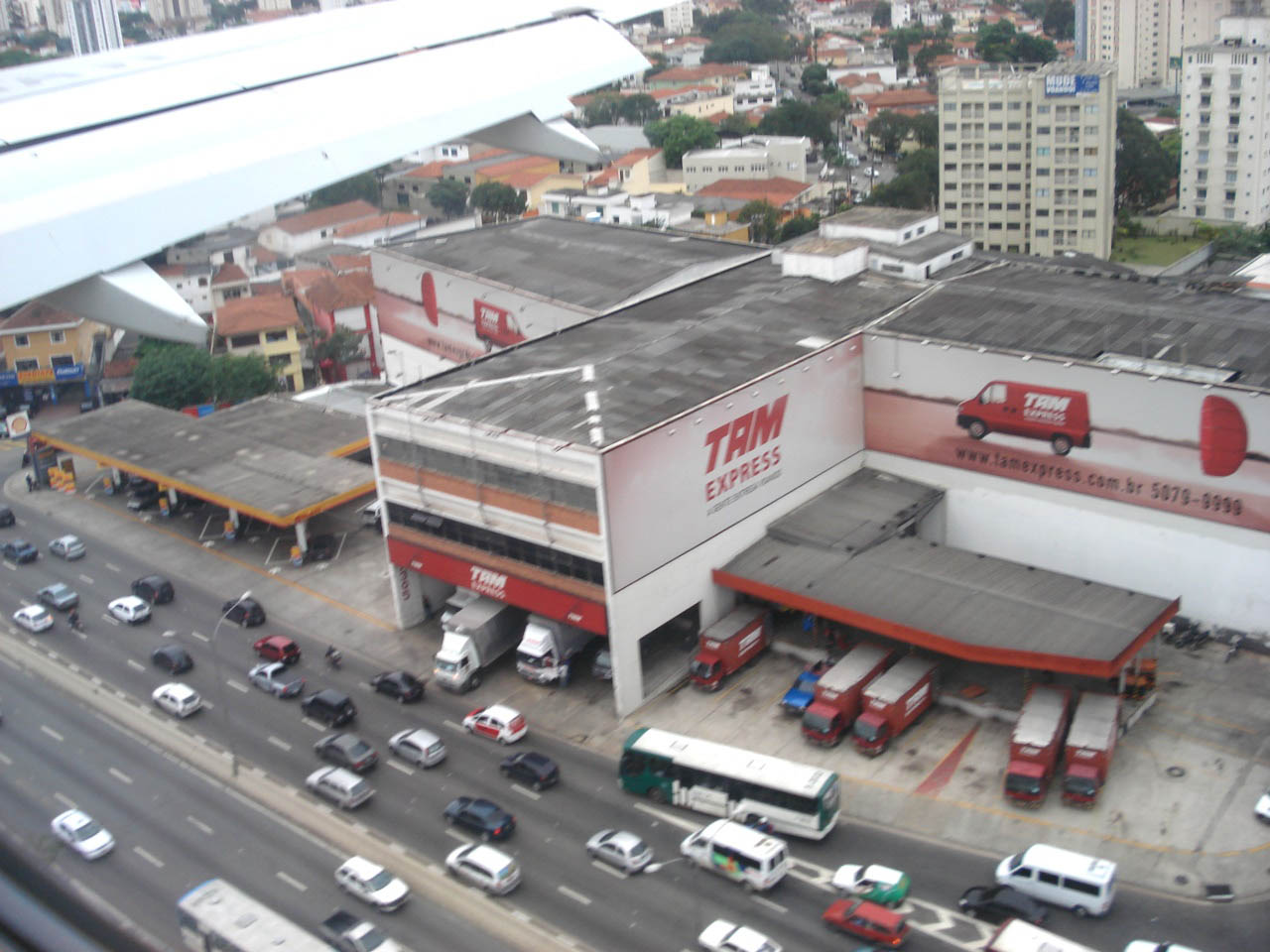
Prédio da LATAM Cargo no aeroporto de Congonhas, destruído após o voo TAM 3054.

A LATAM Cargo Brasil atua no setor de transporte de cargas. Fundada em 1997, a empresa utiliza os voos da companhia para entrega de carga em 45 aeroportos, além de seu serviço terrestre, prestando serviço em mais de 3 900 cidades no Brasil e em outros países servidos pela companhia. Tem sua sede junta ao aeroporto de Congonhas e tinha um prédio exclusivo para o carregamento de cargas, mas que foi destruído durante o voo TAM 3054.

#### LATAM MRO
A LATAM MRO é uma unidade de negócios da LATAM voltada para oferecer serviços de manutenção, tanto de aeronaves como de seus componentes para companhias aéreas e operadores de aeronaves. Localizada no município de São Carlos, utiliza o aeroporto de São Carlos para o acesso ao polo e conta com uma área total de 4 600 000 metros quadrados. Estruturada para atender aeronaves da família Airbus A320, Airbus A330, Fokker 100, ATR-42 e Boeing 767, oferece também serviços de manutenção de componentes.

#### Museu TAM

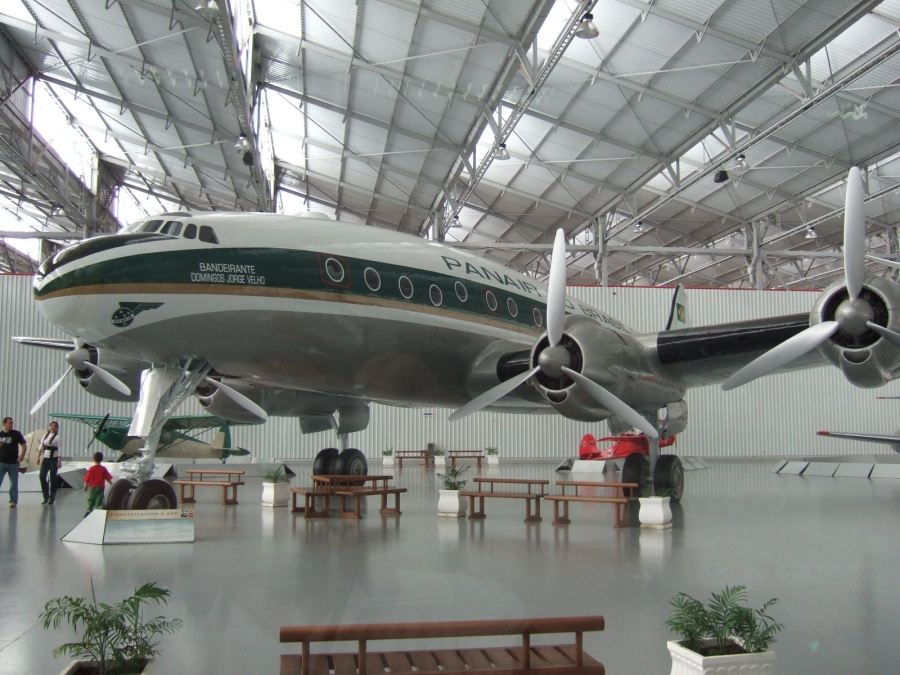
Lockheed Constellation da Panair do Brasil preservado no Museu TAM.

O Museu TAM é uma instituição cultural localizada em São Carlos, São Paulo. É o maior museu de aviação do mundo mantido por uma companhia aérea privada. O museu foi inaugurado experimentalmente no dia 11 de novembro de 2006, no distrito de Água Vermelha, anexo ao aeroporto de São Carlos e à LATAM MRO. O espaço foi aberto com 32 aeronaves e hoje abriga quase 100, a maioria delas em condições de voo. Entre eles estão o Lockheed Constellation da Panair do Brasil, o primeiro a fazer viagens intercontinentais, réplicas do 14-bis e do Demoiselle, modelos construídos por Santos Dumont, exemplares do caça alemão Messerschmitt Bf 109 e do caça inglês Supermarine Spitfire, utilizados na Segunda Guerra Mundial além dos holandeses Fokker F-27, Fokker 50 e Fokker 100, que foram utilizados pela companhia. A inauguração também fez parte das comemorações dos 150 anos da cidade de São Carlos.

#### TAM Aviação Executiva

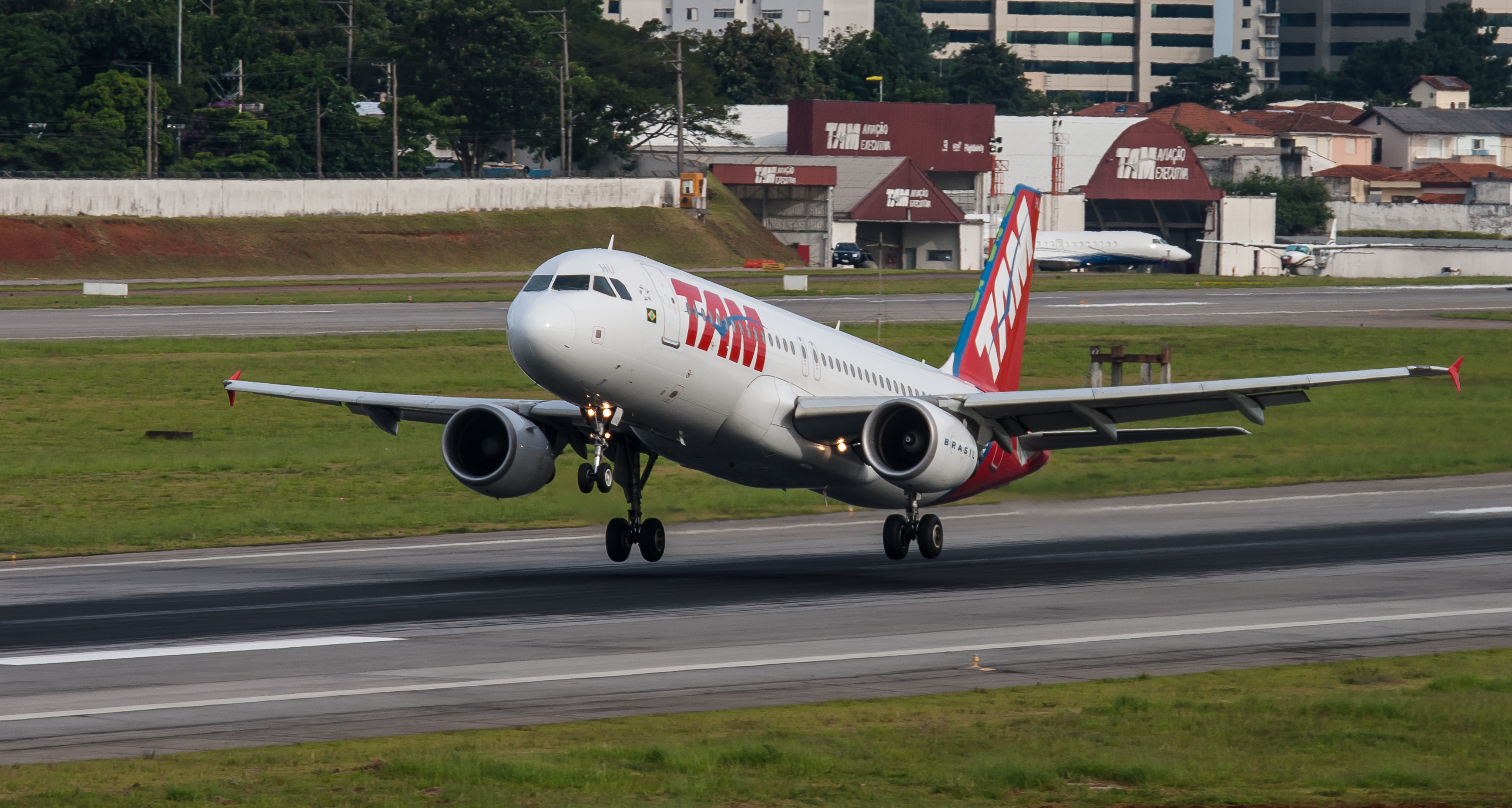
Airbus A320 LATAM, ao fundo hangares da TAM Aviação Executiva.

A TAM Aviação Executiva é uma compainha aérea brasileira de aviação executiva que utiliza pequenos jatos para o fretamento de grupos, e não foi inserida no acordo de união entre a companhia brasileira TAM Linhas Aéreas e a chilena LAN Airlines. A empresa possui uma frota composta por jatos da Cessna, incluindo o Citation X, Citation Excel, Citation III, Citation V, Citation II, Citation CJ3, Citation CJ2 e um helicóptero Bell 407.

### Extintas

#### TAM Pantanal
A TAM Pantanal foi fundada em 23 de maio de 1993 em Mato Grosso do Sul, para operar rotas comerciais em todo o território brasileiro. Anos depois sua sede foi transferida para São Paulo, sendo a primeira empresa aérea regional do Brasil a implantar o web check-in. No começo do ano de 2009, em meio a uma crise financeira, entrou com pedido de recuperação judicial junto a Justiça de São Paulo. E em dezembro do mesmo ano foi anunciada sua aquisição pela TAM Linhas Aéreas por 13 milhões de reais. Em 28 de agosto de 2013 a empresa encerrou suas atividades.

#### VOTEC
A VOTEC foi uma companhia aérea subsidiária da TAM Linhas Aéreas. Em 1986, após a compra pela TAM, o nome foi alterado para Brasil Central Linhas Aéreas, também conhecida como BRC. Operava voos regionais no Norte e Centro-Oeste do Brasil e também tinha um acordo de codeshare com a TAM. Em 2000, foi incorporada pela TAM mas a marca Brasil Central continuou até 2003.

## Acidentes

### Voo TAM 402

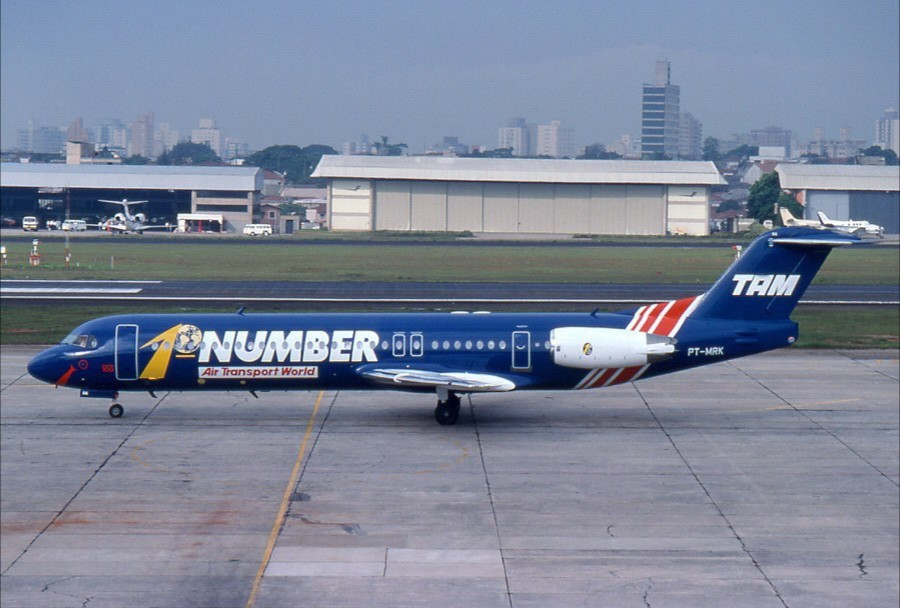
Aeronave envolvida no acidente.

O avião Fokker 100 da TAM, com 90 passageiros e seis tripulantes a bordo, decolou do aeroporto de Congonhas, São Paulo, no dia 31 de outubro de 1996. Menos de meio minuto depois, o avião caiu sobre oito casas em Jabaquara matando todos os passageiros, tripulantes e três pessoas em terra. O avião seguia para o Rio de Janeiro. Diferentemente das cores branca e vermelha dos aviões da TAM, o Fokker 100 era azul, com a inscrição "Number 1" (número 1), em comemoração a um prêmio recebido como melhor companhia regional do mundo. Uma sequência de falhas consideradas raras provocaram a perda de controle e a queda da aeronave. A primeira falha foi a abertura do reversor durante a decolagem. O mecanismo existe para frear o avião no momento do pouso, mas, naquele dia, foi acionado durante a decolagem. A fabricante americana do reverso, a Northrop Grumman, previa que a chance de acionamento durante a decolagem era "extremamente remota", uma em 100 bilhões. A Northrop considerava ser desnecessário treinar as tripulações para lidar com um defeito tão raro. O reversor do motor direito provocou o recuo brusco da manete, uma haste que acelera ou reduz o motor da aeronave. Sinais sonoros e visuais que alertariam para o problema não se manifestaram na cabine de comando do avião, o que desencadeou uma correção errada. O co-piloto avançou a manete, que voltou a recuar. A partir daí, o comando do avião rompeu o cabo que liga as hastes às turbinas. O piloto então perdeu o controle da aeronave, porque enquanto o motor esquerdo acelerava, o outro executava um movimento contrário, de desaceleração do avião. As conclusões do relatório final do Centro de Investigação e Prevenção de Acidentes Aeronáuticos, da Força Aérea Brasileira, que fez recomendações de segurança às fabricantes do reverso, para a Fokker e a companhia aérea. O documento foi divulgado em 1998.

### Voo TAM 283
No dia 9 de julho de 1997, um Fokker 100 que fazia rota diária entre Vitória e São Paulo, com escala em São José dos Campos sofreu uma repentina explosão entre os assentos 18 e 20, o que abriu em sua fuselagem um buraco de quatro metros quadrados e arremessou o engenheiro Fernando Caldeira de Moura Campos para fora do avião. O passageiro despencou de uma altura de 2 400 metros, a uma velocidade de 160 metros por segundo, criando uma falha de 1 metro de diâmetro no solo, em uma plantação de mandioca na cidade de Suzano, onde foi encontrado. Segundo o laudo cadavérico emitido pelo IML, apesar da explosão é muito provável que Fernando tenha chegado vivo e lúcido ao chão. Dias depois, a Polícia Federal indiciou o professor desempregado Leonardo Teodoro de Castro, que também viajava na aeronave, como autor da explosão. Leonardo porém não pôde ser julgado pelo ocorrido, pois dias após a explosão foi atropelado por um ônibus e se encontra em estado vegetativo.

### Voo TAM 3804
No dia 30 de agosto de 2002, um Fokker 100 da TAM Linhas Aéreas realiza um pouso de emergência em uma fazenda em Birigui, São Paulo. O acidente ocorre após a falha de uma tubulação metálica entre as bombas de baixa e de alta pressão de combustível, que havia sido mal projetada (contato contínuo entre partes com metais diferentes, aço e alumínio, causando deterioração rápida, acelerada pela formação de alumina/óxido de alumínio). Todos os ocupantes saíram ilesos, mas a aeronave torna-se economicamente irrecuperável.

### Voo TAM 3054

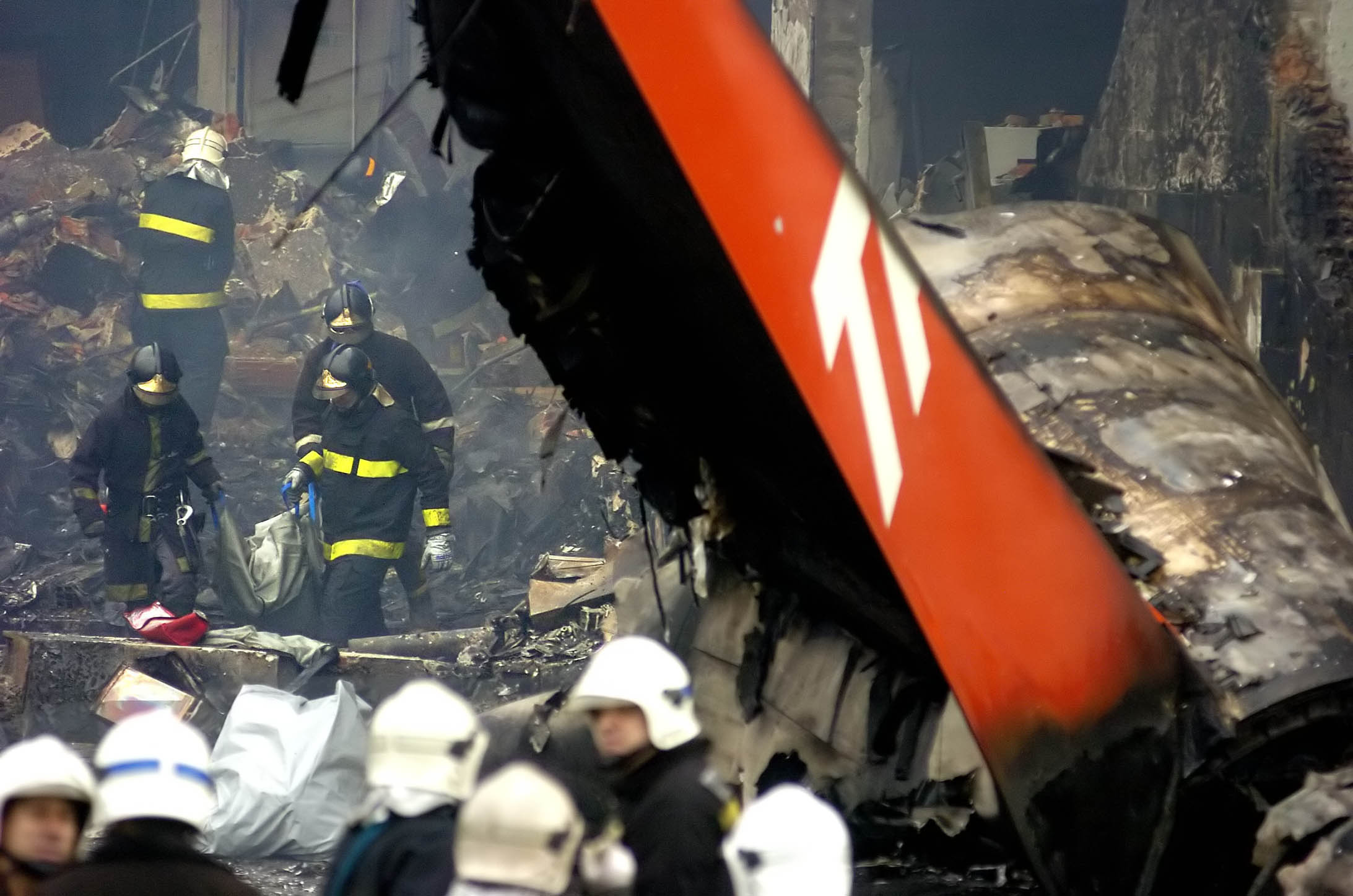
Estabilizador vertical do A320 acidentado.

No dia 17 de julho de 2007, um Airbus A320 da TAM decolou do Aeroporto Internacional Salgado Filho, em Porto Alegre, com destino ao Aeroporto de Congonhas, em São Paulo. Já era noite quando a aeronave pousou na pista 35L. Com dificuldades na frenagem, o motor esquerdo com o reversor ativado e o motor direito em velocidade alta, o avião fez uma curva para a esquerda e saiu da pista em seu terço final, percorrendo por sobre parte de um gramado. Após cruzar sobrevoando a avenida Washington Luís, que ladeia o aeroporto, a aeronave atingiu parte da cobertura de um posto de gasolina e em seguida chocou-se contra um prédio da TAM Express (serviço de carga da própria TAM), situados no lado oposto da avenida. Ao cruzar a avenida Washington Luís, o avião atingiu ainda a parte superior de alguns automóveis que passavam pela via. A aeronave possuía sobra de combustível na hora do pouso, e o choque do avião com o prédio de quatro andares da TAM Express causou um grande incêndio no local. O incêndio comprometeu a estrutura do prédio, que foi implodido posteriormente. No momento da queda, o Airbus da TAM transportava uma quantidade de combustível muito superior ao que seria necessário para ir de Porto Alegre a São Paulo, sendo que este fato potencializou as consequências da explosão e do incêndio ocorrido após a colisão com o prédio da TAM em terra. No dia seguinte do acidente, a TAM alterou o número do voo que faz a rota entre Porto Alegre e São Paulo, deixando de identificar como JJ 3054 e passando a ser identificada pela sigla JJ 3046.

## Incidentes
- Em 8 de fevereiro de 1979 um Embraer EMB-110 Bandeirante, matrícula PT-SBB que fazia a rota partindo do Aeroporto de Bauru com destino o Aeroporto de Congonhas, após a decolagem, atingiu algumas árvores e caiu. Todos os 2 tripulantes e 16 passageiros morreram.[72][73]
- Em 7 de outubro de 1983, um Embraer EMB-110 Bandeirante, registro PP-SBH que fazia a rota Aeroporto Internacional de Campo Grande com destino o Aeroporto de Araçatuba caiu próximo à pista após arremeter duas vezes. Dois tripulantes e sete passageiros morreram.[74][75]
- Em 28 de junho de 1984, um Embraer EMB-110 Bandeirante, matrícula PP-SBC, operava um voo fretado pela Petrobras que partiu do Aeroporto Internacional do Rio de Janeiro-Galeão para o Aeroporto de Macaé. A aeronave enfrentou forte chuva e caiu em São Pedro da Aldeia. Todos os 16 passageiros e 2 tripulantes morreram. Os passageiros eram jornalistas de redes brasileiras que estavam preparando um relatório especial sobre a Bacia de Campos.[76][77]
- Em 12 de fevereiro de 1990, um Fokker F27, registro PT-LCG fazia a rota do Aeroporto de Congonhas para o Aeroporto de Bauru, aterrissou 775 metros após a cabeceira da pista devido a defeitos nos procedimentos de aproximação. O piloto foi incapaz de dar início a um procedimento de arremetida e passou a cabeceira final da pista, atingindo um carro que estava passando em uma estrada nas proximidades. Um membro da tripulação e dois ocupantes do carro morreram.[78]
- Em 15 de setembro de 2001, um Fokker 100, registro PT-MRN que operava a rota do Aeroporto Internacional de Recife para o Aeroporto de Congonhas, teve uma falha no motor da aeronave e os fragmentos arrancaram três janelas. Um passageiro foi arremessado para fora e não sobreviveu. A aeronave fez um pouso de emergência no Aeroporto Internacional de Belo Horizonte-Confins.[79][80]
- Em 22 de fevereiro de 2017, um Airbus A320, prefixo PT-MZY, que fazia o voo JJ3264, entre o Aeroporto de São Paulo-Congonhas e o Aeroporto Internacional de Belo Horizonte-Confins, apresentou problemas em um dos motores durante a decolagem no Aeroporto de São Paulo-Congonhas. O motor que estava com problemas teve um princípio de incêndio. Logo após o incidente, o aeroporto chegou a ficar fechado para pousos e decolagens entre 18h48min e 20h07min (horário de Brasília). Não houve feridos entre os 131 passageiros e seis tripulantes que estavam a bordo.[81]
- Em 20 de dezembro de 2018, um Boeing 777, prefixo PT-MUG, que fazia a rota JJ8084, entre o Aeroporto Internacional de Guarulhos e o Aeroporto de Londres-Heathrow, apresentou problemas técnicos e teve que realizar um pouso de emergência no Aeroporto Internacional de Belo Horizonte-Confins. Durante o pouso, a aeronave teve todos os doze pneus do trem de pouso traseiro danificados, tendo que ser trocados no local para que a aeronave pudesse seguir para manutenção. Nenhum dos 339 passageiros se feriu durante o pouso.[82]
- Em 17 de fevereiro de 2021, um Airbus A321 (PT-MXF) ao pousar, ficou com o nariz inclinado demais e arranhou na pista em Brasília. Ninguém se feriu, mas a aeronave ficou com a fuselagem danificada.[83]

## Administração

### Presidentes
| Presidente             | Período     |
| ---------------------- | ----------- |
| Rolim Amaro            | 1972 a 2001 |
| Daniel Mandelli Martin | 2001 a 2003 |
| Marco Antonio Bologna  | 2004 a 2007 |
| David Barioni          | 2007 a 2009 |
| Claudia Sender         | 2013 a 2017 |
| Jerome Cadier          | Desde 2017  |